# Lista över borgmästare i Piteå
Detta är en lista över staden Piteå stads borgmästare.

## Borgmästare i Piteå
Borgmästare i Piteå stad före 1971.
| Ämbetstid | Namn                   | Levnadstid |
| --------- | ---------------------- | ---------- |
| 1700–1745 | Erik Dahlgreen         | 1661–1745  |
|           | Anders Höijer          | 1692–1764  |
| 1745–1775 | Nils Kröger            | 1709–1775  |
| 1789–1808 | Anders Ottonius        | 1734–1809  |
| 1810–1818 | Carl Jakob Örnberg     | 1779–1845  |
| 1829–1843 | Carl Erik Stenberg     | 1803–1880  |
| 1844–1868 | Anders Magnus Stenberg | 1806–1868  |
| 1885–1917 | Arvid Bergdahl         | 1848–1917  |
| 1917–1941 | David Markström        | 1870–1954  |